# Mohammad Alavi Tabar
Mohammad Alavi Tabar (1930-10 de marzo de 2020), también conocido como Kiyavash, fue un político iraní.

## Biografía
Mohammad Alavi Tabar nació en 1930 en Zanjan, era seguidor del Islam jurisprudencial. En agosto de 1978, participó en la quema del Cinema Rex de Abadán, matando al menos a 420 personas.
Sirvió como miembro del Parlamento iraní en representación de Ahvaz entre 1980 y 1984, y en representación de Abadán entre 1984 y 1988.

## Muerte
Mohammad Alavi Tabar murió de la enfermedad por coronavirus 2019 (COVID-19) el 10 de marzo de 2020. Su funeral se celebró el 12 de marzo.